# Donald Burgess
Donald Christopher Burgess (Londres, 8 de febrero de 1933) es un deportista británico que compitió en ciclismo en la modalidad de pista, especialista en la prueba de persecución por equipos.
Participó en dos Juegos Olímpicos de Verano, en la disciplina de persecución por equipos, obteniendo una medalla de bronce en cada edición, en Helsinki 1952 (junto con Alan Newton, George Newberry y Ronald Stretton) y en Melbourne 1956 (con John Geddes, Michael Gambrill y Thomas Simpson).

## Medallero internacional
| Juegos Olímpicos | Juegos Olímpicos       | Juegos Olímpicos  | Juegos Olímpicos        |
| Año              | Lugar                  | Medalla           | Competición             |
| ---------------- | ---------------------- | ----------------- | ----------------------- |
| 1952             | Helsinki ( Finlandia)  | Medalla de bronce | Persecución por equipos |
| 1956             | Melbourne ( Australia) | Medalla de bronce | Persecución por equipos |